# Lista de ilhas de Vanuatu
Lista das ilhas de Vanuatu subdivididas por arquipélago, com 83 ilhas em sua totalidade.
- Torba
  - Ilhas Torres
    - Hiw
    - Metoma (desabitada)
    - Tegua
    - Ngwel (desabitada)
    - Linua
    - Lo
    - Toga

  - Ilhas Banks
    - Vet Tagde
    - Ureparapara
    - Ilhas Rowa (Reef Islands)
      - Enwut (desabitada)
      - Lemeur

    - Vanua Lava
      - Kwakea
      - Leneu
      - Nawila
      - Ravenga

    - Gaua (Ilha de Santa Maria)
    - Mota
    - Mota Lava (Saddle)
      - Ra

    - Merig
    - Mere Lava

- Sanma
  - Ilha Espírito Santo
    - Araki
    - Ilha Elefante
    - Malohu
    - Oyster
    - Sakao
    - Tangoa
    - Bokissa

  - Malo
    - Asuleka

  - Aore
  - Tutuba
  - Mavea
  - Lathi

- Penama
  - Ilha de Pentecoste
  - Ambae (Aoba)
  - Maewo

- Malampa
  - Malakula
    - Areso
    - Ilhas Maskelynes
      - Avokh
      - Leumanang
      - Uliveo
      - Vulai

    - Norsup
    - Sowan
    - Tommam
    - Uri
    - Uripiv
    - Varo
    - Walo

  - Ambrym
  - Paama
  - Lopevi (desabitada)
  - Rano
  - Atchin
  - Vao

- Shefa
  - Epi
    - Lamen
    - Namuka (desabitada)
    - Tefala

  - Ilhas Shepherd
    - Laika
    - Tongoa (Kuwaé)
    - Tongariki
    - Buninga
    - Emae (Mai)
    - Makura (Emwae)
    - Mataso (Matah)
    - Monument (Étarik)
    - Ewose (desabitada)
    - Falea
    - Wot

  - Éfaté
    - Nguna
    - Emao
    - Moso
    - Lelepa
    - Erakor
    - Eratap (Ilha Castaway)
    - Mele (Ilha Hideaway)
    - Irifa
    - Iririki
    - Kakula (desabitada)
    - Pele

- Tafea
  - Tanna
  - Aniwa
  - Futuna
  - Erromango
    - Goat (desabitada)
    - Vete Manung (desabitada)

  - Anatom
    - Inyeug (Aeroporto de Anatom)

  - Ilha Hunter (desabitada, reclamada pela Nova Caledônia)
  - Ilha Matthew (desabitada, reclamada pela Nova Caledônia)